# 槙枝元文
槙枝 元文（まきえだ もとふみ、1921年3月4日 - 2010年12月4日）は、日本の教育者、労働運動家。日本教職員組合委員長、日本労働組合総評議会（総評）議長を務めた。計30年に渡って日教組の中央役員を務めて大きな影響力を持ったことからミスター日教組とも呼ばれた。子息の槙枝一臣は弁護士。

## 人物
岡山県生まれ。1940年に岡山県立青年学校教員養成所（現・岡山大学教育学部）卒業し、都窪郡の早島青年学校に教師として赴任。1942年から終戦まで召集され、最終経歴は陸軍憲兵中尉。終戦後1946年同校に帰任し、翌年の新学制に伴い中学校の教師に。計5年、教壇に立った。地元の組合づくりに携わり、都窪郡教組の青年部長に就任や岡山県教組の役員を務める。1949年から日教組の中央執行委員となり、法制部長・情宣部長・組織部長など要職を経る。1953年の参院選で全国区から左派社会党公認で立候補したが落選。翌1954年に岡山県教組に復帰し書記長に就いた。
勤評闘争の運動方針をめぐって日教組で右派の宮之原貞光派と左派の平垣美代司派が対立するなか、宮之原派の中心的人物として1958年に日教組書記次長に就任して書記長となった宮之原を支えた。日教組の日本社会党一党支持の決定、全国学力テスト反対闘争で中心的な役割を果たした。1962年、宮之原の中央執行委員長就任とともに書記長に昇格。高度成長を受けて従来の政治闘争の重視の運動から、宿直・日直の廃止や超過勤務手当支給などを要求する経済闘争の重視へと運動の軸足を移した。1966年10月には宿日直廃止・超勤手当要求を含む賃金闘争で半日休暇闘争（ストライキ）を指導したとして、地方公務員法違反で逮捕されている。1971年に宮之原に代わって中央執行委員長に。主任制反対、業者テスト不使用運動、学校週5日制の導入の提唱などをし、12年間務めた。1974年4月にも国民春闘統一ストライキへの日教組の全日ストライキ参加に関連して地公法違反で逮捕されている。1976年からは総評議長も兼任して「二足のわらじ」を履くこととなり、富塚三夫事務局長（国労書記長）とコンビを組んだ。労働運動が下り坂のなか「開かれた総評」を掲げるも、社共共闘よりも社会党・公明党中軸路線を進め、後の連合への参加への道を開いたことになる。1983年に日教組委員長・総評議長を退任する。
退任後は日中技能者交流センター理事長・会長、朝鮮の自主的平和統一支持日本委員会議長、自主・平和・民主のための広範な国民連合（日本労働党系の統一戦線組織）代表世話人などを務めていた。2010年12月4日午前9時15分、肺炎のため東京都内の病院で死去。89歳没。

## 教育施策
教育施策において地元集中を積極的に評価していた。また、職業高校について「中学や高校を多様化して、産業界が求める職人･技術者育成をしている」と否定的な見解を示していた。また北朝鮮の教育制度との比較の中で、「義務教育である高等中学校までは、専門的職業教育は一切行わず、もっぱら一般教養。技術教育の基礎的知識、革命思想教育などを主体とし、全児童･生徒が平等、機会均等の教育を受けている」と称賛すると共に、職業教育を軽視するとも受け取れる主張をしていた。日教組委員長として1970年代から詰め込み反対、ゆとり教育推進を提唱し中曽根内閣時代には自らも私的諮問機関に入り同施策を推進した事から後に学力低下の元凶として強い批判を浴びた。

## 北朝鮮とのかかわり
金日成について「多くの理性的な日本人は皆、チョソン（北朝鮮）と金日成首領閣下を心から尊敬申し上げています」と虚偽を述べ「金日成主席の大衆心理をつかむ巧みさというか、常に大衆の心を大切にしつつ革命偉業を達成された幅のある偉大さが感じられた」と述べるなど、金日成を敬愛する旨の発言をたびたび行っている。最も尊敬する人物として金日成の名前を挙げている。
また、日教組委員長時代の1973年に訪朝した際、北朝鮮人民の生活について「この国は、みんなが労働者であって資本家、搾取者がいない。だから、みんながよく働き、生産をあげればあげるほどみんなの財産がふえ、みんなの生活がそれだけ豊かになる･･･この共産主義経済理論を徹底的に教育し、学習し、自覚的に労働意欲を高めている。またこのころは、労働－生産－生活の体験を通して現実的にも実証されているから国民の間に疑いがない」「生活必需品はべらぼうに安い。ただも同然である。したがって生活の不安は全くない。だからこの国には泥棒がいない。泥棒とは富の片寄ったところに発生する。この国には泥棒の必要がないのである。泥棒も殺人犯もいないから警察官もいない。交通整理や怪我人のために社会安全員が街角に立っているだけ」と北朝鮮の体制を賛美する記述もしている。
1991年には、長年に渡る日朝友好親善への貢献により、北朝鮮から国際親善賞第1級の勲章を授与されている。
自衛隊について、否定し廃止すべきと日頃から主張しているにもかかわらず、北朝鮮当局に対し「強い軍隊を率いることは国の自主性を堅持するうえで欠かせないこと」「人民のなかにはいって現地指導されている姿などをもっと積極的に共和国は報道すべきではないでしょうか。金正日総書記のすばらしさをアピールしたほうがよいと思います」と進言している。2002年に「金正日総書記誕生六〇周年祝賀」に参加して、「わたしは訪朝して以降、『世界のなかで尊敬する人は誰ですか』と聞かれると、真っ先に金日成主席の名前をあげることにしています。（中略）主席に直接お会いして、朝鮮人民が心から敬愛し、父とあおぐにふさわしい人であることを確信したからでした」と述べている。2004年3月に、北朝鮮を支持する団体・朝鮮の自主的平和統一支持日本委員会の議長として、北朝鮮に対する制裁措置への反対表明と日朝平壌宣言の履行を要望する談話を発表している。

## エピソード
1980年5月、無断で自民党に党員登録をされていたと公表した。折しも自民党が300万党員を掲げて党員拡大を図っていた時期で、他にも全日本労働総同盟の宇佐美忠信会長や社会党の小林進衆院議員等の労組・野党関係者までもが「幽霊党員」として勝手に登録されていたことが発覚し問題になった。なお入党通知書の紹介者欄には当時の首相である大平正芳と記されていたという。

## 著作
- 『公務員労働者の賃金闘争』労働旬新社、1968年
- 『教育への直言』毎日新聞社、1972年
- 『日本の教師たち』三省堂、1975年
- 『官公労働運動』労働旬報社、1976年
- 『この「落ちこぼし」教育』（藤原審爾と共著）現代史出版会、1979年
- 『文部大臣は何をしたか』毎日新聞社、1984年
- 『槙枝元文回想録』アドバンテージサーバー、2008年